# Promozione Veneto 1984-1985
Nella stagione 1984-1985 la Promozione era sesto livello del calcio italiano (il massimo livello regionale). Qui vi sono le statistiche relative al campionato in Veneto.
Il campionato è strutturato in vari gironi all'italiana su base regionale, gestiti dai Comitati Regionali di competenza. Promozioni alla categoria superiore e retrocessioni in quella inferiore non erano sempre omogenee; erano quantificate all'inizio del campionato dal Comitato Regionale secondo le direttive stabilite dalla Lega Nazionale Dilettanti, ma flessibili, in relazione al numero delle società retrocesse dal Campionato Interregionale e perciò, a seconda delle varie situazioni regionali, la fine del campionato poteva avere degli spareggi sia di promozione che di retrocessione.

## Girone A

### Squadre partecipanti
| Club                         | Città                      |
| ---------------------------- | -------------------------- |
| A.C. Abano                   | Abano Terme (PD)           |
| U.S. Adriese                 | Adria (RO)                 |
| A.C. Alpilatte Zanè          | Zanè (VI)                  |
| A.C. Cavarzere               | Cavarzere (VE)             |
| S.C. Nova Gens               | Noventa Vicentina (VI)     |
| A.C. Nove                    | Nove (VI)                  |
| G.S. Officine Bra Valpantena | Quinto di Valpantena (VR)  |
| U.S. Pollo Miglioranza       | Villafranca di Verona (VR) |
| S.S. Scardovari              | Scardovari (RO)            |
| A.C. Schio                   | Schio (VI)                 |
| U.S. Soave                   | Soave (VR)                 |
| U.S. Tagliolese              | Taglio di Po (RO)          |
| A.C. Tregnago                | Tregnago (VR)              |
| A.C. Trissino                | Trissino (VI)              |
| F.C. Union Clodiasottomarina | Sottomarina (VE)           |
| U.S. Malo                    | Malo (VI)                  |

### Classifica finale
|  | Pos. | Squadra                 | Pt | G  | V  | N  | P  | GF | GS | DR  |
|  | ---- | ----------------------- | -- | -- | -- | -- | -- | -- | -- | --- |
|  | 1.   | Union Clodiasottomarina | 41 | 30 | 14 | 13 | 3  | 43 | 19 | +24 |
|  | 2.   | Nova Gens               | 34 | 30 | 11 | 12 | 7  | 35 | 30 | +5  |
|  | 3.   | Schio                   | 33 | 30 | 11 | 11 | 8  | 37 | 30 | +7  |
|  | 4.   | Officine Bra            | 32 | 30 | 8  | 16 | 6  | 32 | 24 | +8  |
|  | 5.   | Cavarzere               | 31 | 30 | 8  | 15 | 7  | 35 | 34 | +1  |
|  | 6.   | Scardovari              | 30 | 30 | 9  | 12 | 9  | 24 | 24 | 0   |
|  | 7.   | Trissino                | 30 | 30 | 10 | 10 | 10 | 29 | 29 | 0   |
|  | 8.   | Alpilatte Zanè          | 30 | 30 | 9  | 12 | 7  | 27 | 30 | -3  |
|  | 9.   | Pollo Miglioranza       | 30 | 30 | 8  | 14 | 8  | 27 | 32 | -5  |
|  | 10.  | Soave                   | 28 | 30 | 8  | 12 | 10 | 25 | 31 | -6  |
|  | 11.  | Abano Terme             | 28 | 30 | 6  | 16 | 8  | 25 | 32 | -7  |
|  | 12.  | Tagliolese              | 27 | 30 | 8  | 11 | 11 | 31 | 33 | -2  |
|  | 13.  | Tregnago                | 27 | 30 | 7  | 13 | 10 | 21 | 27 | -6  |
|  | 14.  | Adriese                 | 27 | 30 | 8  | 11 | 11 | 32 | 32 | 0   |
|  | 15.  | Nove                    | 26 | 30 | 8  | 10 | 12 | 24 | 29 | -5  |
|  | 16.  | Malo                    | 26 | 30 | 5  | 16 | 9  | 21 | 32 | -11 |

## Girone B

### Squadre partecipanti
| Club                   | Città                     |
| ---------------------- | ------------------------- |
| A.C. Belluno           | Belluno (BL)              |
| A.C. Caerano           | Caerano di San Marco (TV) |
| A.S. Crea              | Spinea (VE)               |
| A.C. Dolo              | Dolo (VE)                 |
| U.S. Fulgor Trevignano | Trevignano (TV)           |
| S.P. Ge.Me.Az. S.Polo  | San Polo di Piave (TV)    |
| A.C. Julia             | Concordia Sagittaria (VE) |
| A.C. Liventina         | Motta di Livenza (TV)     |
| G.S. Martellago        | Martellago (VE)           |
| A.S. Montello          | Volpago del Montello (TV) |
| A.C. Ponte nelle Alpi  | Ponte nelle Alpi (BL)     |
| A.C. Portogruaro       | Portogruaro (VE)          |
| A.C. Reschigliano      | Campodarsego (PD)         |
| A.C. Sandonà           | San Donà di Piave (VE)    |
| A.C. Tombolo           | Tombolo (PD)              |
| A.C. Vedelago          | Vedelago (TV)             |

### Classifica finale
|  | Pos. | Squadra            | Pt | G  | V  | N  | P  | GF | GS | DR  |
|  | ---- | ------------------ | -- | -- | -- | -- | -- | -- | -- | --- |
|  | 1.   | Tombolo            | 43 | 30 | 18 | 7  | 5  | 34 | 19 | +15 |
|  | 2.   | Vedelago           | 39 | 30 | 13 | 13 | 4  | 32 | 20 | +12 |
|  | 3.   | Caerano            | 35 | 30 | 9  | 17 | 4  | 37 | 19 | +18 |
|  | 4.   | Portogruaro Calcio | 35 | 30 | 12 | 11 | 7  | 28 | 17 | +11 |
|  | 5.   | Sandonà 1922       | 34 | 30 | 15 | 4  | 11 | 46 | 27 | +19 |
|  | 6.   | Liventina          | 34 | 30 | 8  | 18 | 4  | 33 | 24 | +9  |
|  | 7.   | Ge.Me.Az San Polo  | 34 | 30 | 11 | 12 | 7  | 30 | 31 | -1  |
|  | 8.   | Belluno            | 32 | 30 | 10 | 12 | 8  | 25 | 27 | -2  |
|  | 9.   | Fulgor Trevignano  | 29 | 30 | 8  | 13 | 9  | 31 | 29 | +2  |
|  | 10.  | Dolo               | 27 | 30 | 5  | 17 | 8  | 16 | 19 | -3  |
|  | 11.  | Ponte nelle Alpi   | 25 | 30 | 6  | 13 | 11 | 26 | 38 | -12 |
|  | 12.  | Crea               | 25 | 30 | 5  | 15 | 10 | 19 | 32 | -13 |
|  | 13.  | Martellago         | 25 | 30 | 5  | 15 | 10 | 33 | 48 | -15 |
|  | 14.  | Julia              | 24 | 30 | 6  | 12 | 12 | 20 | 31 | -11 |
|  | 15.  | Reschigliano       | 22 | 30 | 5  | 12 | 13 | 21 | 30 | -9  |
|  | 16.  | Montello           | 17 | 30 | 4  | 9  | 17 | 18 | 39 | -21 |